# Sar Takaltū
Sar Takaltū (persiska: سَر تَكتَلو, سر تکلتو, Sar Taktalū) är en ort i Iran.   Den ligger i provinsen Kurdistan, i den nordvästra delen av landet, 500 km väster om huvudstaden Teheran. Sar Takaltū ligger 1 778 meter över havet och antalet invånare är 317.
Terrängen runt Sar Takaltū är kuperad. Runt Sar Takaltū är det ganska glesbefolkat, med 50 invånare per kvadratkilometer. Närmaste större samhälle är Saqqez, 11,7 km norr om Sar Takaltū. Trakten runt Sar Takaltū består i huvudsak av gräsmarker.